# Romagnola
La romagnola est une race bovine italienne.

## Origine
Elle appartient au rameau grise des steppes. Elle vient de la province d'Émilie-Romagne. Son livre généalogique date de 1969. C'est une race diffusée dans sa région et en Vénétie. Après une baisse importante dans les années 70 et 80, l'effectif de 44 000 bêtes s'est stabilisé autour de 7200 vaches toutes inscrites sur le registre et 320 taureaux dont 70 disponibles en insémination artificielle. La race est élevée pure à presque 100 %. 
La race a été exportée aux États-Unis. Elle y a reçu l'apport de zébus qui ont donné de bons résultats.

## Morphologie
Elle porte une robe blanche à grise. Celle du mâle est plus foncée. Le mufle est gris ardoise. La vache porte les cornes en lyre, le taureau en demi lune. 
C'est une race de grande taille. La vache mesure 135 cm au garrot pour 800 kg, et le taureau 145 cm pour 1150 kg. Elle a une allure musclée et un tronc marge. La musculature du mâle fait paraitre ses pattes courtes.

## Aptitudes
C'est une race classée bouchère après un passé d'animal de trait. Elle donne une viande savoureuse et maigre. La production laitière est suffisante pour la croissance du veau. Il grandit vite et sa morphologie de carcasse est très appréciée.
Elle est rustique, pouvant passer presque toute l'année en plein air. Les reproducteurs sont plutôt précoces. 
Elle montre de bonnes capacités d'adaptation en climat chaud et sec, chaud et humide ou montagneux.